# پرش با نیزه

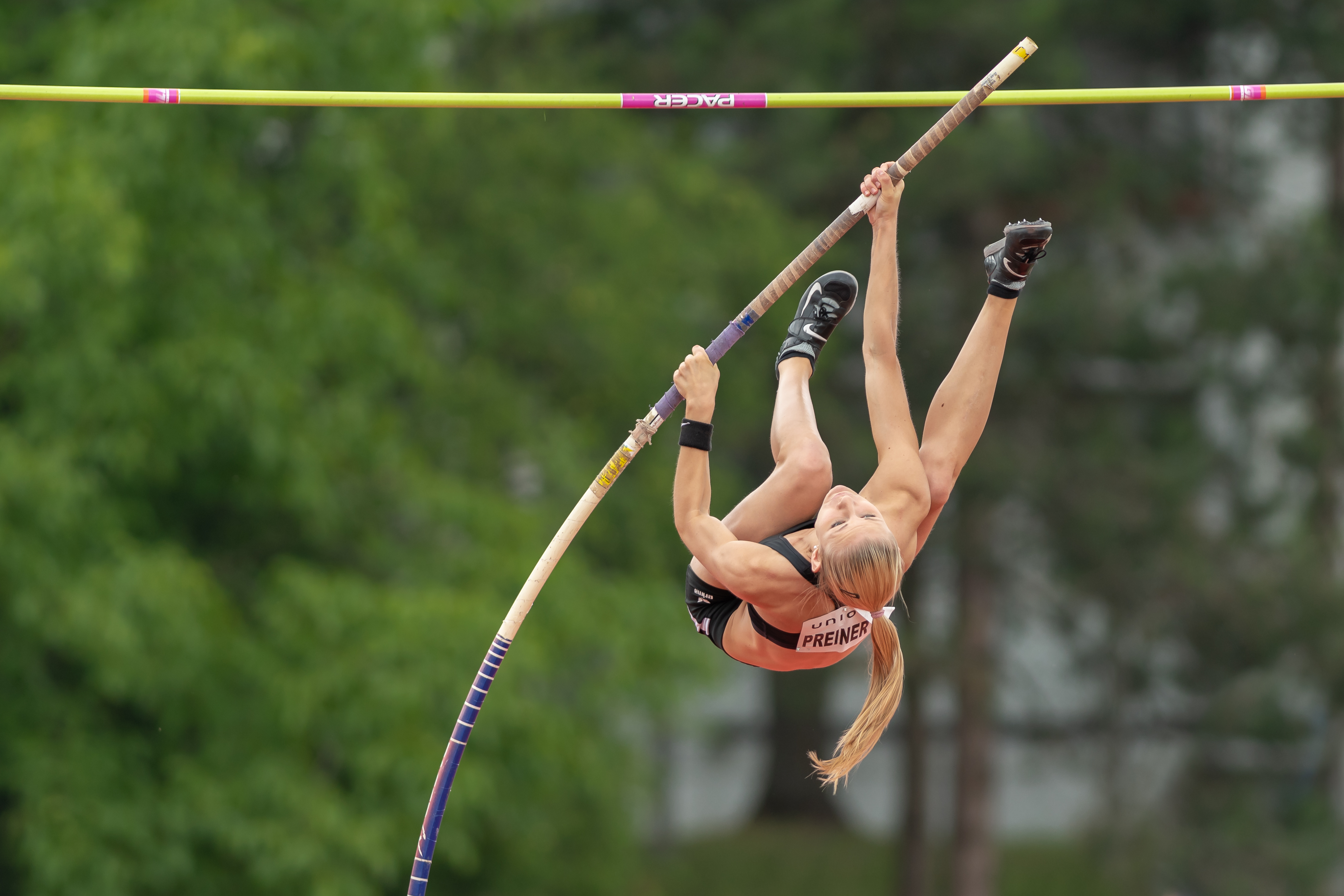
نگاره‌ای از تمرین پرش با نیزه توسط یک ورزشکار زن اهل اتریش. رشتهٔ پرش با نیزه زنان از المپیک ۲۰۰۰ سیدنی به بازی‌های المپیک تابستانی افزوده شد.

پرش با نیزه یکی از رشته‌های ورزش دو و میدانی است که در آن ورزشکار از نیزه‌ای بلند و انعطاف‌پذیر از جنس فایبرگلاس برای پریدن از روی مانعی بهره می‌گیرد. این ورزش نزد یونانیان باستان، اهالی جزیرهٔ کرت و سلتی‌ها شناخته شده بود و از اولین دورهٔ المپیک مدرن در ۱۸۹۶ یکی از رشته‌های المپیک در بخش مردان و از المپیک ۲۰۰۰ سیدنی در بخش زنان بوده‌است.

## وسایل و ابزار
در این رشته ورزشی یک مانع یا خرک وجوددارد که دارای دو تیرک عمودی ثابت است. تیرکها دارای شیاری هستند که  گیره ای متحرک درون شیارها قرار میگیرد و به سمت  بالا و پایین قابل حرکت است، یک تیرک افقی روی گیره ها قرار میگیرد که ورزشکار باید بدون برخورد از روی تیرک افقی گذر کند. یک تشک مخصوص  در قسمتی که ورزشکار فرود می آید قرار دارد تا آسیبی نبیند. در گذشته روی تیرکهای عمودی اندازه گذاری میشد و با فاصله ١٠ سانتیمتر میخ به تیرک بود تا تیرک افقی روی میخها قرار داده شود.جنس تیرکها از بامبو بودند اما امروز جنس آنها از آلومینیوم هستند تیرکها به دوربینها و اندازه گیرهای کامپیوتری با دقت میلیمتر مجهز هستند.وسیله ای که برای پرش نیاز است نیزه نامیده میشود نیزه ترکیبی از ورقهای از قبل برش خورده شیشه هستند که برای انعطاف و خمیده شدن فایبرگلاس با مقدار و اندازه بسیار دقیق به آن افزوده میشود. 

## رکوردها
رکورد فعلی پرش با نیزه ، توسط آرماند دوپلانتیس از سوئد در المپیک تابستانی ۲۰۲۴ پاریس با پرش ۶/۲۵ رکورد المپیک و همچنین رکورد جهانی را در لیگ الماس ۲۰۲۴ لهستان با پرش ۶/۲۶ برای بار دهم جابه‌جا کرد. رکورد فضای بازِ این رشته  با ۶/۱۶ متر به رنو لاویلنی تعلق دارد. رکورد جهانیِ پرش با نیزهٔ زنان هم با ۵٫۰۶ متر در اختیار یلنا ایسینبایوا از روسیه است. رکورد فعلی ایران نیز در دست محمدمحسن ربانی با ۵٫۳۶ متر است.

## نام آوران
قهرمانان زیادی هستند که نامشان در تاریخ این ورزش خواهد ماند از جمله آرماند دوپلانتیس، تیاگو براز داسیلوا، یلنا ایسینبایوا، اما بعید است افسانه‌ی ورزشکار اکراینی سرگئی بوبکا تکرار شود. او  در تاریخ جهان اولین انسانی است که با نیزه توانست از ارتفاع ۶  متری عبور کند. همچنین بوبکا در مجموع  مسابقات، هوای آزاد و سالن، سی و پنج بار رکورد خودش را شکست.  